# LGBT歷史
LGBT歷史可以追溯自人類歷史上自古代文明時期記錄的同性戀歷史，包括女同性戀、男同性戀、雙性戀、變性人和跨性別者。LGBT人群在歷史上經過了長期的迫害，導致這些人傾向於壓抑自己的性取向為秘密。直到最近數十年，這一情況才有改變。1994年開始，美國每年都舉辦LGBT歷史月活動，且近年開始在其他國家也有類似活動。這一紀念活動主要展示LGBT人群的歷史、LGBT權利和相關的民權運動。10月11日的國家出櫃日也是這一活動的一部分。在英國，二月有紀念LGBT歷史的活動，以慶祝英國在2005年廢除禁止在學校討論或諮詢LGBT話題的法律。